# Simone Pennec
Simone Pennec est une sociologue et féministe française.

## Biographie
Enseignante-chercheuse, elle dirige notamment l’Atelier de recherche sociologique de l’université de Bretagne-Occidentale à Brest.
Son travail de recherche porte sur les questions liées au rôle des femmes et au vieillissement, apportant une analyse critique et sociologique dans un domaine qui relève de l'intime et des questions familiales.
Elle initie avec Françoise Le Borgne-Uguen et Anne Guillou un colloque Femmes, travail et cycles de vie organisé à Brest en 1998 par l'Atelier de Recherche Sociologique de l'Université de Bretagne-Occidentale, qui aborde l'état des recherches et études féminines sur la question notamment du travail des femmes dans l'espace public et privé. Elle publie à cette occasion avec Anne Guillou aux éditions L'Harmattan un ouvrage abordant les questions de pouvoirs, de représentation publique, de rôles intra-familiaux au travers de divers portraits de femmes.
Elle développe en 2004 avec l'Office des Retraités de Brest (ORB) un travail participatif avec les personnes âgées, dans une coopération avec les universités de Brest, Lille-III et de Liège, dans un programme intitulé Vieillir en Europe, en Asie et en Afrique.
Elle contribue aux travaux du Haut Conseil de la santé publique en rédigeant des écrits spécifiques, notamment sur la question des aidants familiaux.
Ses recherches ont notamment été poursuivies par un ensemble de chercheurs et chercheuses en science sociale dans un travail inter-universitaire et à partir d'études de terrains menées dans différents pays, sous la direction de Florence Douguet et des membres du Laboratoire d'études et de recherche en Sociologie (Labers) de l'Université de Brest.
En 2014, un symposium international sur la question du vieillissement est organisé par le Labers à Brest, durant lequel un hommage particulier lui fut rendu, en tant que fondatrice du Laboratoire de recherche en 1995, mais aussi au regard de ses quarante années de recherches sur ce sujet.
Simone Pennec poursuit régulièrement, au-delà de son travail universitaire, des actions de vulgarisation et de sensibilisation à la question de la vieillesse et de la citoyenneté, Elle est notamment intervenue, aux côtés de Françoise Le Borgne-Uguen au Festival féministe Kozh (vieux, vieille en français)  à Trégunc en mai 2023.

## Publications
- Les parcours de vie des femmes. Travail, familles et représentations publiques, en collaboration avec Anne Guillou, éditions L'Harmattan, novembre 1999[12].
- Les tensions entre engagements privés et engagements collectifs, des variations au cours du temps selon le genre et les groupes sociaux, Revue Lien social et politiques, Numéro 51, 2004[13].
- Prévenir l'isolement des personnes âgées, voisiner au grand âge, Éditions Dunod, 2004.
- Les solidarités familiales aux prises avec les mesures de protection juridique concernant les parents âgés, Revue Recherches familiales, numéro 1, 2004[14].
- Les majeurs protégés et leur parenté - frontières et articulations de l'échange familial, co-écrit avec Françoise Le Borgne-Uguen, éditions GIP Mission de recherche Droit et justice, 2004[15]
- Technologies urbaines, vieillissement et handicaps, Simone Pennec, Françoise Le Borgne-Uguen. Éditeur ENSP, 2005
- Les négociations du soin. Les professionnels, les malades et leurs proches, Presses universitaires de Rennes, 2014.

Cet ouvrage, que Simone Pennec a co-dirigé avec Françoise Le Borgne-Uguen et Florence Douguet, synthétise les travaux présentés les 8 et 9 octobre à l’université de Bretagne-Occidentale, lors du colloque international Le soin négocié entre malades, proches et professionnels : Situations de maladies et de handicaps de longue durée.